# Oreodytes kanoi
Oreodytes kanoi är en skalbaggsart som först beskrevs av Toshiro Kamiya 1938.  Oreodytes kanoi ingår i släktet Oreodytes och familjen dykare. Inga underarter finns listade i Catalogue of Life.